# Amangeldi Aganyýazow
Amangeldi Aganyýazow (* 15. Februar 1994) ist ein turkmenischer Eishockeyspieler, der seit 2014 beim HK Galkan in der turkmenischen Eishockeyliga spielt.

## Karriere
Amangeldi Aganyýazow begann seine Karriere beim HK Galkan, dem Eishockeyteam des Innenministeriums aus der Hauptstadt Aşgabat, in der turkmenischen Eishockeyliga. Mit dem Klub wurde er 2015, 2016, 2017, 2018 und 2019 turkmenischer Meister. 

### International
Für Turkmenistan nahm Aganyýazow erstmals an den Winter-Asienspielen 2017 im japanischen Sapporo teil. Durch einen 7:3-Finalsieg gegen Kirgistan konnte die Mannschaft die Division II des Turniers gewinnen und damit insgesamt den elften Platz unter 18 Nationen erreichen. Bei der Weltmeisterschaft 2018 nahm er an der Qualifikation zur Division III teil. Nach dem Sieg dort spielte er bei der Weltmeisterschaft 2019 in der Division III. Auch bei den Weltmeisterschaften 2022, 2023, 2024 und 2025 spielte er in der Division III. Auch an den Winter-Asienspielen 2025 im chinesischen Harbin teil.

## Erfolge und Auszeichnungen
| - 2015 Turkmenischer Meister mit dem HK Galkan - 2016 Turkmenischer Meister mit dem HK Galkan - 2017 Turkmenischer Meister mit dem HK Galkan | - 2018 Turkmenischer Meister mit dem HK Galkan - 2019 Turkmenischer Meister mit dem HK Galkan |

### International
- 2018 Qualifikation für die Division III bei der Qualifikation zur Weltmeisterschaft der Division III